# Gran Premio motociclistico della Repubblica Ceca 1993
Il Gran Premio motociclistico della Repubblica Ceca 1993 fu l'undicesimo Gran Premio della stagione e si disputò il 22 agosto 1993 sul circuito di Brno.
Nella classe 500 il vincitore fu Wayne Rainey, partito dalla pole position, che superò in classifica il rivale Kevin Schwantz e conquistò la leadership del mondiale con 11 punti di vantaggio. Nella 250 la vittoria andò per l'unica volta nella stagione a Loris Reggiani, mentre Kazuto Sakata ottenne il suo secondo successo dell'anno in 125.
Nello stesso fine settimana si disputò la penultima prova della stagione dei sidecar, che vide la quinta vittoria su sette gare dell'equipaggio composto da Rolf Biland e Kurt Waltisperg, duo già laureatosi campione mondiale nella prova precedente ad Anderstorp.

## Classe 500

### Arrivati al traguardo
| Pos. | Nº | Pilota            | Squadra                 | Motocicletta  | Giri | Tempo     | Griglia | Punti |
| ---- | -- | ----------------- | ----------------------- | ------------- | ---- | --------- | ------- | ----- |
| 1º   | 1  | Wayne Rainey      | Marlboro Team Roberts   | Yamaha        | 22   | 45:39.002 | 1       | 25    |
| 2º   | 7  | Luca Cadalora     | Marlboro Team Roberts   | Yamaha        | 22   | +7.770    | 4       | 20    |
| 3º   | 2  | Mick Doohan       | Rothmans Honda          | Honda         | 22   | +10.790   | 2       | 16    |
| 4º   | 3  | John Kocinski     | Cagiva Team Agostini    | Cagiva        | 22   | +13.094   | 3       | 13    |
| 5º   | 34 | Kevin Schwantz    | Lucky Strike Suzuki     | Suzuki        | 22   | +27.090   | 5       | 11    |
| 6º   | 4  | Daryl Beattie     | Rothmans Honda          | Honda         | 22   | +27.276   | 7       | 10    |
| 7º   | 6  | Shin'ichi Itō     | HRC Rothmans Honda      | Honda         | 22   | +39.716   | 6       | 9     |
| 8º   | 8  | Àlex Crivillé     | Marlboro Honda Pons     | Honda         | 22   | +44.818   | 9       | 8     |
| 9º   | 5  | Doug Chandler     | Cagiva Team Agostini    | Cagiva        | 22   | +55.844   | 10      | 7     |
| 10º  | 9  | Alex Barros       | Lucky Strike Suzuki     | Suzuki        | 22   | +1:01.696 | 8       | 6     |
| 11º  | 18 | Bernard Garcia    | Yamaha Motor France     | Yamaha        | 22   | +1:20.048 | 17      | 5     |
| 12º  | 28 | John Reynolds     | Padgett's Motorcycles   | Harris Yamaha | 22   | +1:21.726 | 13      | 4     |
| 13º  | 16 | Michael Rudroff   | Rallye Sport            | Harris Yamaha | 22   | +1:21.904 | 12      | 3     |
| 14º  | 30 | Juan López Mella  | Lopez Mella Racing      | ROC Yamaha    | 22   | +1:29.597 | 15      | 2     |
| 15º  | 32 | José Kuhn         | Euromoto                | Yamaha        | 22   | +1:30.107 | 14      | 1     |
| 16º  | 20 | Jeremy McWilliams | Millar Racing           | Yamaha        | 22   | +1:30.262 | 16      |       |
| 17º  | 27 | Renzo Colleoni    | Team Elit               | ROC Yamaha    | 22   | +1:57.096 | 18      |       |
| 18º  | 33 | Andreas Meklau    | Austrian Racing Company | ROC Yamaha    | 21   | +1 giro   | 30      |       |
| 19º  | 43 | David Jefferies   | Peter Graves Racing     | Harris Yamaha | 21   | +1 giro   | 31      |       |
| 20º  | 36 | Lucio Pedercini   | Team Pedercini          | ROC Yamaha    | 21   | +1 giro   | 23      |       |
| 21º  | 14 | Marco Papa        | Librenti Corse          | Harris Yamaha | 21   | +1 giro   | 28      |       |
| 22º  | 31 | Bruno Bonhuil     | MTD Objectif 500        | ROC Yamaha    | 21   | +1 giro   | 32      |       |

### Ritirati
| Nº | Pilota          | Squadra             | Motocicletta  | Giri | Griglia |
| -- | --------------- | ------------------- | ------------- | ---- | ------- |
| 23 | Serge David     | Team ROC            | ROC Yamaha    | 18   | 21      |
| 21 | Laurent Naveau  | Euro Team           | ROC Yamaha    | 12   | 24      |
| 22 | Kevin Mitchell  | MBM Racing          | Harris Yamaha | 6    | 22      |
| 24 | Cees Doorakkers | Doorakkers Racing   | Harris Yamaha | 6    | 33      |
| 29 | Sean Emmett     | Shell Team Harris   | Harris Yamaha | 4    | 19      |
| 19 | Freddie Spencer | Yamaha Motor France | Yamaha        | 4    | 20      |
| 42 | Andrew Stroud   | Team Harris         | Harris Yamaha | 3    | 26      |
| 11 | Niall Mackenzie | Valvoline Team WCM  | ROC Yamaha    | 2    | 11      |
| 25 | Thierry Crine   | Ville de Paris      | ROC Yamaha    | 2    | 25      |

### Non partiti
| Nº | Pilota          | Squadra              | Motocicletta | Griglia |
| -- | --------------- | -------------------- | ------------ | ------- |
| 12 | Mat Mladin      | Cagiva Team Agostini | Cagiva       | 29      |
| 15 | Tsutomu Udagawa | Team Udagawa         | ROC Yamaha   | 27      |

## Classe 250

### Arrivati al traguardo
| Pos. | Nº | Pilota                    | Motocicletta | Giri | Tempo     | Griglia | Punti |
| ---- | -- | ------------------------- | ------------ | ---- | --------- | ------- | ----- |
| 1º   | 13 | Loris Reggiani            | Aprilia      | 20   | 42:28.194 | 5       | 25    |
| 2º   | 5  | Max Biaggi                | Honda        | 20   | +0.979    | 4       | 20    |
| 3º   | 6  | Alberto Puig              | Honda        | 20   | +1.328    | 6       | 16    |
| 4º   | 10 | Doriano Romboni           | Honda        | 20   | +1.366    | 3       | 13    |
| 5º   | 65 | Loris Capirossi           | Honda        | 20   | +9.774    | 1       | 11    |
| 6º   | 31 | Tetsuya Harada            | Yamaha       | 20   | +10.142   | 11      | 10    |
| 7º   | 4  | Helmut Bradl              | Honda        | 20   | +10.528   | 7       | 9     |
| 8º   | 3  | Pierfrancesco Chili       | Yamaha       | 20   | +10.792   | 8       | 8     |
| 9º   | 7  | Jochen Schmid             | Yamaha       | 20   | +12.566   | 12      | 7     |
| 10º  | 14 | Nobuatsu Aoki             | Honda        | 20   | +26.674   | 10      | 6     |
| 11º  | 18 | Tadayuki Okada            | Honda        | 20   | +31.509   | 13      | 5     |
| 12º  | 11 | Wilco Zeelenberg          | Aprilia      | 20   | +31.710   | 15      | 4     |
| 13º  | 37 | Simon Crafar              | Suzuki       | 20   | +43.828   | 16      | 3     |
| 14º  | 24 | Patrick van den Goorbergh | Aprilia      | 20   | +59.628   | 21      | 2     |
| 15º  | 27 | Frédéric Protat           | Aprilia      | 20   | +1:00.071 | 17      | 1     |
| 16º  | 22 | Luis Maurel               | Aprilia      | 20   | +1:00.160 | 26      |       |
| 17º  | 28 | Adrian Bosshard           | Honda        | 20   | +1:00.211 | 22      |       |
| 18º  | 25 | Jurgen van den Goorbergh  | Aprilia      | 20   | +1:00.753 | 19      |       |
| 19º  | 23 | Bernard Haenggeli         | Aprilia      | 20   | +1:00.872 | 25      |       |
| 20º  | 36 | Pere Riba                 | Honda        | 20   | +1:46.858 | 28      |       |
| 21º  | 32 | Volker Bähr               | Honda        | 20   | +1:46.946 | 27      |       |
| 22º  | 43 | Massimo Pennacchioli      | Honda        | 19   | +1 giro   | 30      |       |

### Ritirati
| Nº | Pilota               | Motocicletta | Giri | Griglia |
| -- | -------------------- | ------------ | ---- | ------- |
| 20 | Eskil Suter          | Aprilia      | 15   | 14      |
| 38 | Carlos Checa         | Honda        | 14   | 29      |
| 34 | Luis d'Antín         | Honda        | 13   | 9       |
| 44 | Jean-Michel Bayle    | Aprilia      | 12   | 20      |
| 26 | Bernd Kassner        | Aprilia      | 8    | 24      |
| 17 | Jean-Philippe Ruggia | Aprilia      | 7    | 2       |
| 71 | Bohumil Staša Jr.    | Aprilia      | 7    | 32      |
| 16 | Andreas Preining     | Aprilia      | 2    | 18      |
| 70 | Marek Morávek        | Yamaha       | 1    | 31      |
| 30 | Juan Bautista Borja  | Honda        | 0    | 23      |

## Classe 125

### Arrivati al traguardo
| Pos. | Nº | Pilota             | Motocicletta | Giri | Tempo     | Griglia | Punti |
| ---- | -- | ------------------ | ------------ | ---- | --------- | ------- | ----- |
| 1º   | 8  | Kazuto Sakata      | Honda        | 19   | 42:31.679 | 1       | 25    |
| 2º   | 5  | Dirk Raudies       | Honda        | 19   | +0.041    | 2       | 20    |
| 3º   | 36 | Takeshi Tsujimura  | Honda        | 19   | +18.248   | 4       | 16    |
| 4º   | 7  | Noboru Ueda        | Honda        | 19   | +18.305   | 8       | 13    |
| 5º   | 17 | Akira Saitō        | Honda        | 19   | +31.153   | 10      | 11    |
| 6º   | 9  | Carlos Giró        | Aprilia      | 19   | +32.896   | 18      | 10    |
| 7º   | 11 | Peter Öttl         | Aprilia      | 19   | +33.091   | 7       | 9     |
| 8º   | 6  | Jorge Martínez     | Honda        | 19   | +38.119   | 14      | 8     |
| 9º   | 15 | Oliver Petrucciani | Aprilia      | 19   | +48.021   | 9       | 7     |
| 10º  | 33 | Stefan Prein       | Honda        | 19   | +50.507   | 11      | 6     |
| 11º  | 25 | Neil Hodgson       | Honda        | 19   | +51.126   | 24      | 5     |
| 12º  | 65 | Gabriele Debbia    | Honda        | 19   | +53.123   | 22      | 4     |
| 13º  | 12 | Herri Torrontegui  | Aprilia      | 19   | +53.286   | 20      | 3     |
| 14º  | 31 | Garry McCoy        | Aprilia      | 19   | +58.051   | 17      | 2     |
| 15º  | 16 | Ezio Gianola       | Honda        | 19   | +59.071   | 15      | 1     |
| 16º  | 14 | Oliver Koch        | Honda        | 19   | +59.752   | 19      |       |
| 17º  | 19 | Kin'ya Wada        | Honda        | 19   | +1:09.121 | 3       |       |
| 18º  | 10 | Hans Spaan         | Honda        | 19   | +1:09.240 | 26      |       |
| 19º  | 20 | Manfred Baumann    | Honda        | 19   | +1:15.925 | 16      |       |
| 20º  | 37 | Manfred Geissler   | Aprilia      | 19   | +1:16.228 | 23      |       |
| 21º  | 41 | Luis Álvaro        | Honda        | 19   | +1:19.959 | 27      |       |
| 22º  | 29 | Arie Molenaar      | Honda        | 19   | +1:20.247 | 31      |       |
| 23º  | 71 | Jaroslav Huleš     | Honda        | 19   | +1:20.661 | 30      |       |
| 24º  | 22 | Lucio Cecchinello  | Gazzaniga    | 19   | +1:53.509 | 34      |       |
| 25º  | 67 | Daniela Tognoli    | Honda        | 19   | +2:06.971 | 33      |       |
| 26º  | 30 | Giovanni Palmieri  | Aprilia      | 19   | +2:17.847 | 32      |       |

### Ritirati
| Nº | Pilota           | Motocicletta | Giri | Griglia |
| -- | ---------------- | ------------ | ---- | ------- |
| 42 | Shin'ya Satō     | Honda        | 18   | 25      |
| 4  | Bruno Casanova   | Aprilia      | 17   | 5       |
| 43 | Manuel Hernández | Aprilia      | 13   | 29      |
| 70 | Miroslav Kacko   | Honda        | 3    | 35      |
| 24 | Haruchika Aoki   | Honda        | 2    | 21      |
| 27 | Julián Miralles  | Honda        | 1    | 13      |
| 3  | Ralf Waldmann    | Aprilia      | 0    | 6       |
| 28 | Luigi Ancona     | Honda        | 0    | 12      |

### Non partito
| Nº | Pilota         | Motocicletta | Griglia |
| -- | -------------- | ------------ | ------- |
| 2  | Fausto Gresini | Honda        | 28      |

## Classe sidecar
Nella seconda gara stagionale disputata a Brno vincono ancora Rolf Biland-Kurt Waltisperg; alle sue spalle si piazza un altro equipaggio svizzero, quello dei fratelli Paul-Charly Güdel. Terzo posto per Steve Webster-Gavin Simmons.
In classifica Biland, già matematicamente campione, sale a 165 punti, davanti a Webster a 99 e a Klaffenböck a 96.

### Arrivati al traguardo (posizioni a punti)
| Pos. | Pilota            | Passeggero              | Sidecar     | Giri | Tempo     | Punti |
| ---- | ----------------- | ----------------------- | ----------- | ---- | --------- | ----- |
| 1º   | Rolf Biland       | Kurt Waltisperg         | LCR-Krauser | 19   | 41:14.717 | 25    |
| 2º   | Paul Güdel        | Charly Güdel            | LCR-Krauser | 19   | +5.522    | 20    |
| 3º   | Steve Webster     | Gavin Simmons           | LCR-ADM     | 19   | +9.641    | 16    |
| 4º   | Steve Abbott      | Julian Tailford         | Windle-ADM  | 19   | +10.571   | 13    |
| 5º   | Derek Brindley    | Paul Hutchinson         | LCR-ADM     | 19   | +11.571   | 11    |
| 6º   | Klaus Klaffenböck | Christian Parzer        | LCR-ADM     | 19   | +27.605   | 10    |
| 7º   | Markus Bösiger    | Jürg Egli               | LCR-ADM     | 19   | +44.472   | 9     |
| 8º   | Ralph Bohnhorst   | Peter Brown             | LCR-ADM     | 19   | +1:06.264 | 8     |
| 9º   | Barry Brindley    | Scott Whiteside         | LCR-Krauser | 19   | +1:17.561 | 7     |
| 10º  | Jukka Lauslehto   | Jørgen Levinsen         | LCR-ADM     | 19   | +1:23.579 | 6     |
| 11º  | Reiner Koster     | Oscar Combi             | LCR-ADM     |      |           | 5     |
| 12º  | Billy Gällros     | Peter Berglund          | LCR-Yamaha  |      |           | 4     |
| 13º  | Tony Baker        | Simon Prior             | LCR-Krauser |      |           | 3     |
| 14º  | Theo van Kempen   | Geral de Haas           | LCR-ADM     |      |           | 2     |
| 15º  | Benny Janssen     | Frans Geurts van Kessel | LCR-Krauser |      |           | 1     |